# El Pujolet (Sant Mateu de Bages)
El Pujolet és una muntanya de 731 metres que es troba al municipi de Sant Mateu de Bages, a la comarca catalana del Bages.